# Hurling
El hurling (en irlandès, iomáint o iománaíocht) és un esport d'equip d'origen celta. El joc té orígens prehistòric, es creu que s'ha jugat des de fa almenys 3,000 anys, i és considerat l'esport de camp més ràpid del món.

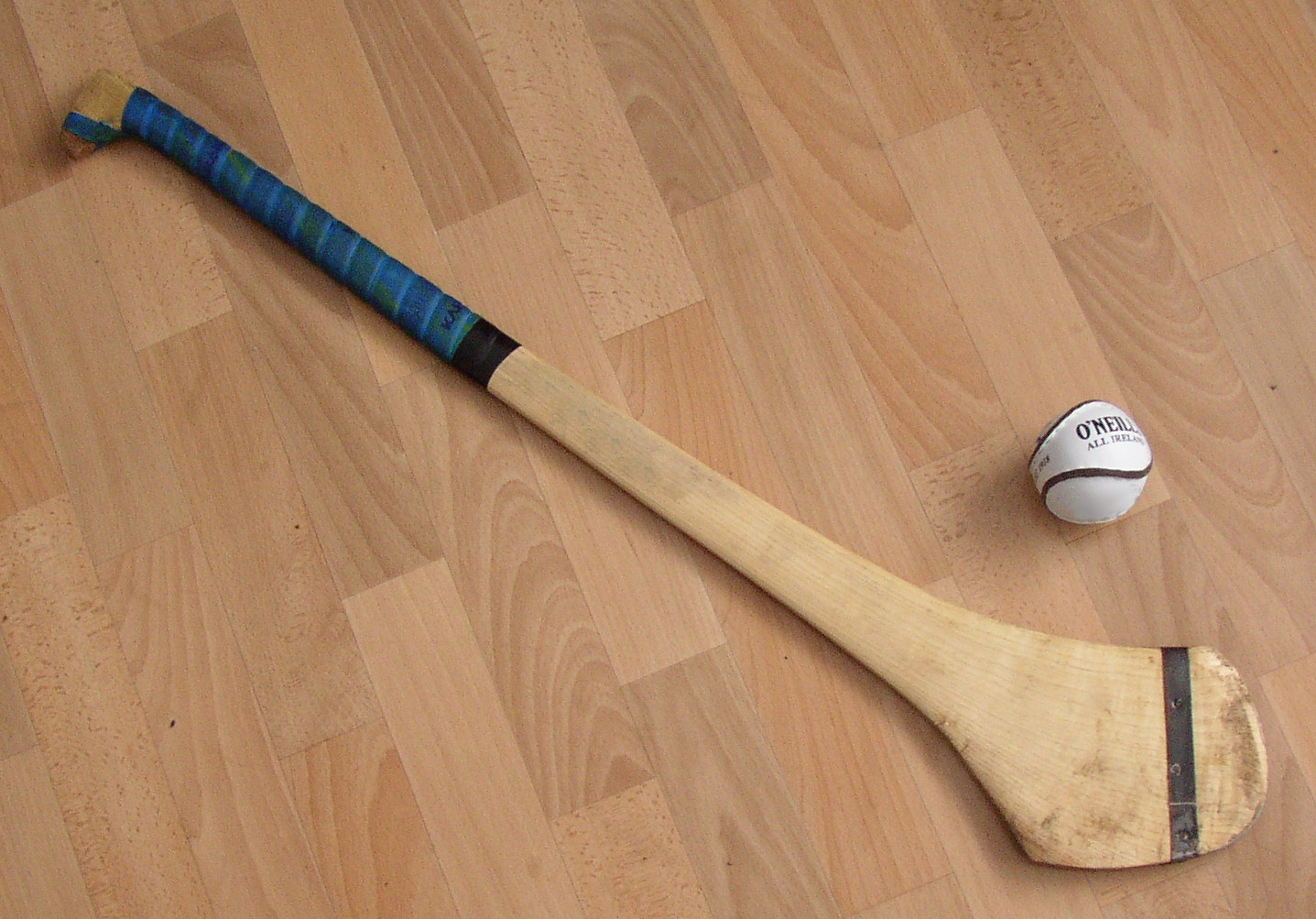
Sliotar (pilota) i caman (pal).

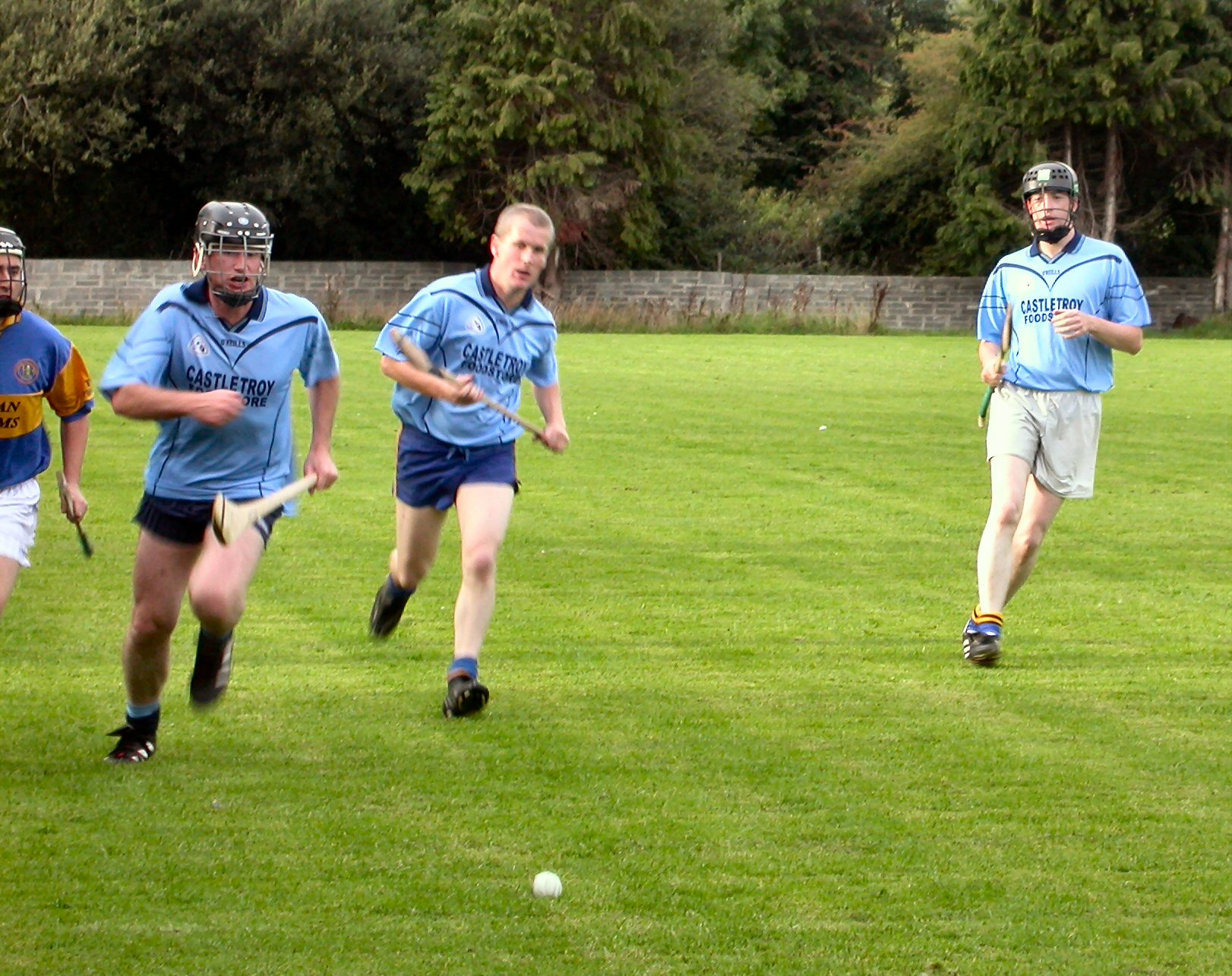
Áth an Mhuileann v. Tobar Phádraig, Limerick, 28/8/2004.

Aquest joc es practica principalment a Irlanda i s'assembla al shinty, que es juga a Escòcia. D'ell n'hi ha una versió femenina anomenada camogie.
Està regit per l'Associació Atlètica Gaèlica. L'All-Ireland Championship és la principal competició d'aquest esport, que disputen equips dels diferents comtats de la República d'Irlanda i els comtats d'Irlanda del Nord, així com un equip representatiu de Londres (Regne Unit) i un altre de Nova York (Estats Units). La final del campionat es disputa en l'estadi Croke Park de Dublín.
El hurling és jugat per tot el món, i és popular entre membres de la diàspora irlandesa a diversos llocs d'Amèrica del Nord, Europa, Austràlia, Nova Zelanda, Sud-àfrica i Argentina, encara que sense cap lliga professional.

## El joc
El hurling es juga en equips de 15 contra 15. El terreny mesura uns 140m de longitud per 80m d'ample. Els jugadors utilitzen el caman o hurley (un estic de fusta) per colpejar el sliotar, una pilota lleugerament més grossa i molt més dura que la del tennis. Un bon cop la propulsa a 100m arribant a una velocitat inicial de 110km/h.
Els equips estan constituïts d'un porter, de 6 defensors, de 2 mitjos de terreny i de 6 atacants. Els atacants comencen la part del costat de la defensa adversa. Només hi ha un sol àrbitre sobre el terreny, ajudat per diversos jutges de línia.
Les passades es fan utilitzant l'estic (el caman), colpejant a la pilota o accessòriament donant-hi un cop de peu. Està prohibit de llançar la pilota o recollir-la de terra amb la mà.
Només es poden fer un màxim de 4 passes amb la pilota en mà. Després cal passar-la o efectuar un solo-run que consisteix a balancejar el sliotar a l'extremitat de l'hurley tot continuant la seva carrera, fet que demana molta agilitat; el hurling és igualment un esport de contacte, però només estan autoritzats els xocs espatlla contra espatlla.
La possibilitat d'efectuar passades o dels tirs llunyans i l'absència de fora-joc en fan un esport molt ràpid amb pocs temps morts. La pilota evoluciona principalment en l'aire i és sovint jugada a l'altura de la cara amb un cert risc d'accidents greus.